# Jobinia hatschbachii
Jobinia hatschbachii är en oleanderväxtart som beskrevs av J. Fontella Pereira och E. de Araujo Schwarz. Jobinia hatschbachii ingår i släktet Jobinia och familjen oleanderväxter. Inga underarter finns listade i Catalogue of Life.